# Agricultură durabilă

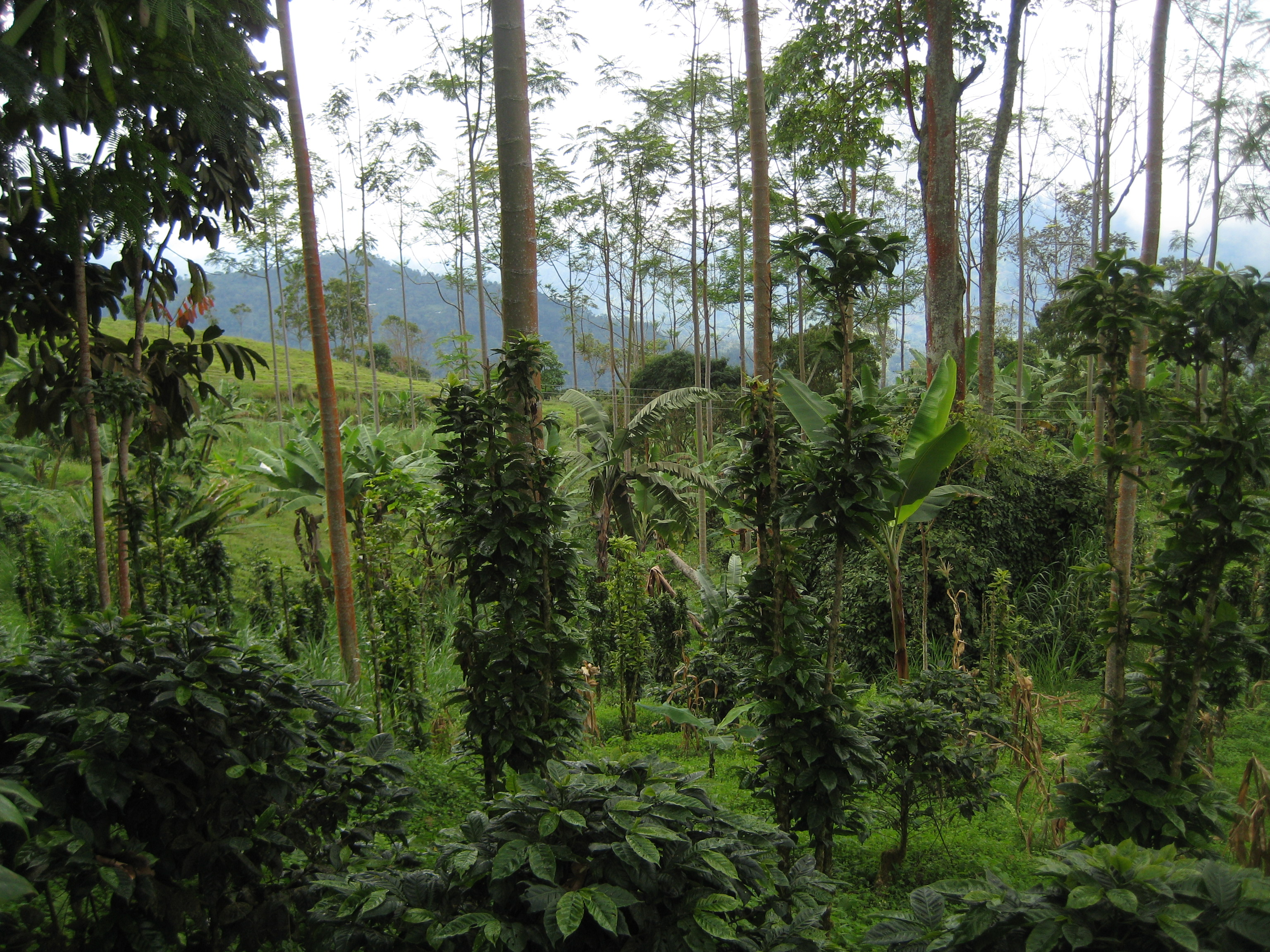
Cafeaua cultivată la umbră, o formă de policultură (un exemplu de agricultură sustenabilă) în imitarea ecosistemelor naturale. Copacii oferă resurse pentru plantele de cafea, cum ar fi umbră, nutrienți și structură solului; fermierii pot recolta atât cafea, cât și cherestea.

Agricultura durabilă sau agricultura sustenabilă este agricultura practicată în moduri sustenabile, satisfacând nevoile actuale ale societății în materie de produse alimentare și textile, fără a compromite capacitatea generațiilor actuale sau viitoare de a-și satisface nevoile. Aceasta se poate baza pe o înțelegere a serviciilor ecosistemice. Există multe metode de a crește sustenabilitatea agriculturii. Atunci când agricultura se dezvoltă în cadrul sistemelor alimentare sustenabile, este importantă dezvoltarea proceselor de afaceri flexibile și a practicilor agricole. Agricultura are un impact enorm asupra mediului, jucând un rol semnificativ în provocarea schimbărilor climatice (sistemele alimentare sunt responsabile pentru o treime din emisiile antropice de gaze cu efect de seră), deficitul de apă, poluarea apei, degradarea terenurilor, defrișarea și alte procese. Agricultura provoacă schimbări de mediu și este afectată, în același timp, de aceste schimbări. Agricultura durabilă constă în metode de agricultură ecologice care permit producerea de culturi sau creșterea de animale fără a provoca daune sistemelor naturale sau umane. Aceasta implică prevenirea efectelor adverse asupra solului, apei, biodiversității și resurselor din jur sau din aval, precum și asupra celor care lucrează sau locuiesc în fermă sau în zonele învecinate. Ramurile agriculturii sustenabile pot include permacultura, agrosilvicultura, agricultura mixtă, culturile multiple și rotația culturilor.

Dezvoltarea sistemelor alimentare sustenabile contribuie la durabilitatea populației umane. De exemplu, una dintre cele mai bune modalități de a atenua schimbările climatice este crearea de sisteme alimentare durabile bazate pe agricultura durabilă. Agricultura durabilă oferă o soluție potențială pentru a permite sistemelor agricole să hrănească o populație în creștere în cadrul condițiilor de mediu în continuă schimbare. Pe lângă practicile agricole durabile, trecerea către diete sustenabile este o modalitate bună de a reduce substanțial impactul asupra mediului. Există numeroase standarde de sustenabilitate și de certificare, inclusiv Organic certification, Rainforest Alliance, Fair Trade, UTZ Certified, GlobalGAP, Bird Friendly și Common Code for the Coffee Community (4C).

## Definiție
Termenul de „agricultură durabilă” a fost definit în 1977 de către departamentul de agricultură al Statelor Unite (USDA) ca un sistem integrat de practici legate de producția plantelor și de creșterea animalelor având o aplicare specifică locului care va îndeplini următoarele cerințe pe termen lung:
- satisfacerea nevoilor umane de hrană și fibre
- îmbunătățirea calității mediului și a resurselor naturale de care depinde economia agricolă
- utilizarea cât mai eficientă a resurselor neregenerabile și a resurselor din fermă și integrarea, acolo unde este cazul, ciclurilor și controalelor biologice naturale
- susținerea viabilităților economice ale operațiunilor agricole
- îmbunătățirea calității vieții fermierilor și a societății în ansamblu.

Cu toate acestea, ideea de a avea o relație sustenabilă cu Pământul a fost răspândită în comunitățile indigene multe secole înainte ca termenul să fie adăugat oficial în dicționar.

## Scopuri
Un consens comun este faptul că agricultura durabilă este modalitatea cea mai realistă de a hrăni populațiile în creștere. Pentru a hrăni cu succes populația planetei, practicile agricole trebuie să ia în considerare costurile viitoare – atât pentru mediu, cât și pentru comunitățile pe care le alimentează. Riscul de a nu putea oferi resurse suficiente pentru toată lumea a condus la adoptarea tehnologiei în domeniul sustenabilității pentru creșterea productivității fermelor. Rezultatul final ideal al acestui progres este capacitatea de a hrăni populațiile în continuă creștere din întreaga lume. Popularitatea crescândă a agriculturii durabile este legată de teama pe scară largă de faptul că capacitatea de transport a planetei (sau granițele planetare), în ceea ce privește capacitatea de a hrăni populația, a fost atinsă sau chiar depășită.

### Principii cheie
Există mai multe principii cheie asociate cu sustenabilitatea în agricultură: 
1. Încorporarea proceselor biologice și ecologice, cum ar fi ciclul nutrienților, regenerarea solului și fixarea azotului în practicile agricole și de producție alimentară.
2. Utilizarea unor cantități reduse de substanțe destinate pentru introducerea în sol, care sunt neregenerabile și nesustenabile, în special a celor dăunătoare mediului.
3. Utilizarea expertizei fermierilor pentru a lucra productiv pământul.
4. Rezolvarea problemelor legate de agricultură și resurse naturale prin cooperarea și colaborarea unor persoane cu competențe diferite. Problemele abordate includ gestionarea dăunătorilor și irigarea.

Sustenabilitatea în agricultură „ia în considerare economia atât pe termen lung, cât și pe termen scurt, deoarece sustenabilitatea este ușor definită ca «pentru totdeauna», adică medii agricole care sunt concepute pentru a promova regenerarea fără sfârșit”. Ea echilibrează nevoia de conservare a resurselor cu nevoile fermierilor care își urmăresc mijloacele de existență.
Agricultura durabilă este considerată a fi o ecologie de reconciliere, care găzduiește biodiversitatea în peisajele umane.
Adesea, execuția de practici sustenabile în agricultură vine prin adoptarea de tehnologii adecvate, axate pe mediu.

## Factori de mediu
Practicile care pot provoca daune pe termen lung asupra solului includ prelucrarea excesivă a solului (care duce la eroziune) și irigarea fără drenaj adecvat (care duce la salinizare).

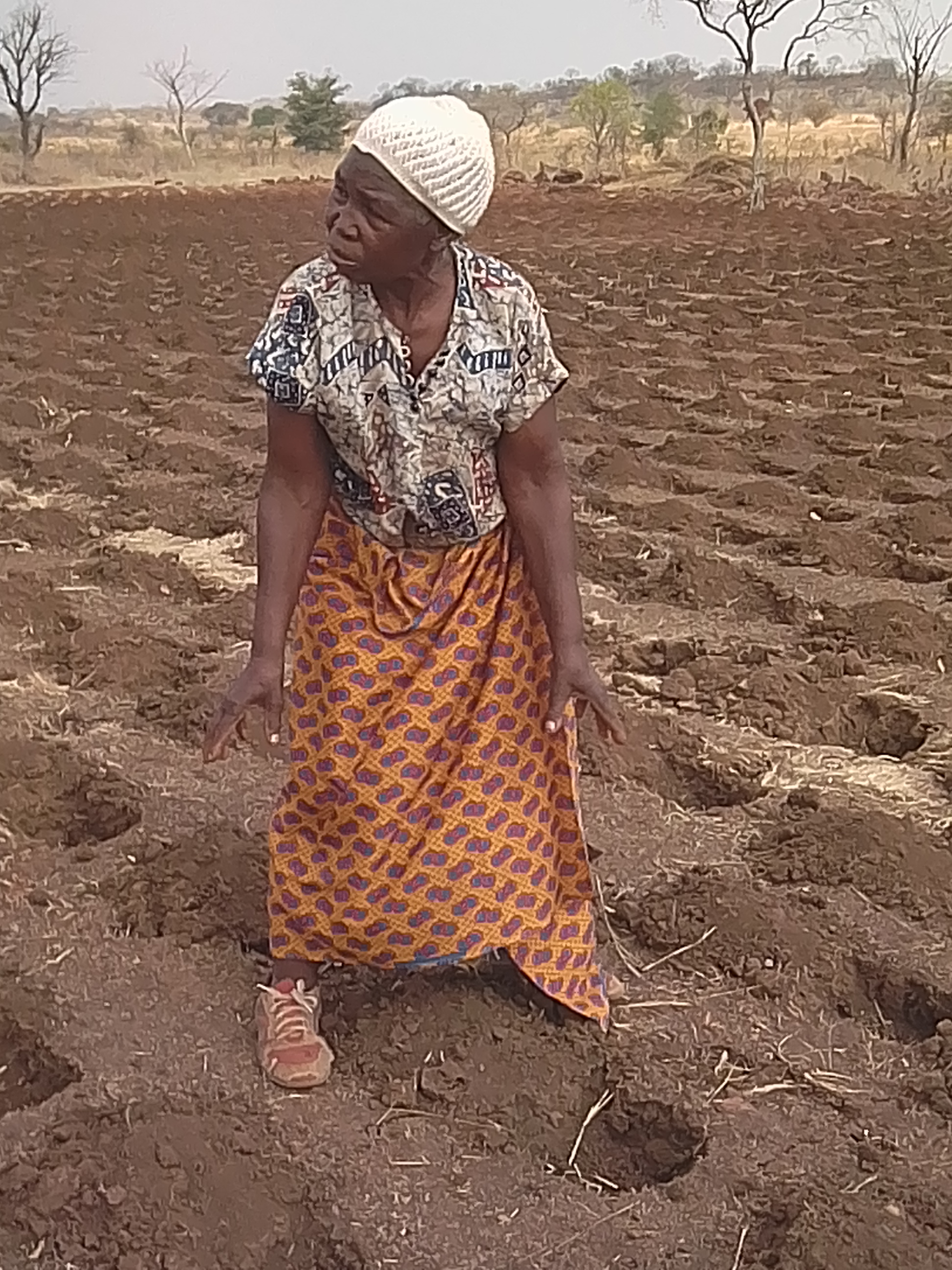
Agricultură de conservare în Zambia

Cei mai importanți factori pentru un loc în care se practică agricultura sunt: clima, solul, nutrienții și resursele de apă. Dintre acestea patru, conservarea apei și a solului sunt cele mai susceptibile de intervenția umană. Când fermierii cultivă și culeg recolte, ei îndepărtează unele substanțe nutritive din sol. Fără reaprovizionare, pământul suferă din cauza epuizării nutrienților și devine fie inutilizabil, fie suferă de producții reduse. Agricultura durabilă depinde de reaprovizionarea solului cu nutrienți, minimizând în același timp utilizarea sau nevoia de resurse neregenerabile, cum ar fi gazele naturale sau minereurile de minerale.
O fermă care poate „produce perpetuu”, dar are efecte negative asupra calității mediului în altă parte, nu este agricultură durabilă (sustenabilă). Un exemplu de caz în care o viziune globală poate fi justificată, este aplicarea de îngrășăminte sau gunoi de grajd (bălegar), care poate îmbunătăți productivitatea unei ferme, dar poate polua râurile din apropiere și apele de coastă (eutrofizare). Cealaltă extremă poate fi, de asemenea, nedorită, deoarece problema recoltelor scăzute din cauza epuizării nutrienților din sol a fost legată de distrugerea pădurilor tropicale. În Asia, cantitatea specifică de teren necesară pentru a practica agricultura durabilă este de aproximativ 12,5 acri (5,1 ha), care includ terenuri pentru furaje destinate hrănirii animalelor, producția de cereale destinate pentru comercializare, și alte culturi alimentare. În unele cazuri, este inclusă o unitate mică de acvacultură (AARI-1996).

### Nutrienți

#### Nitrați
Nitrații sunt folosiți pe scară largă în agricultură ca îngrășământ. Din păcate, o problemă majoră de mediu asociată agriculturii este scurgerea nitraților în mediul înconjurător. Sursele posibile de nitrați care ar fi, în principiu, disponibile pe termen nelimitat, includ:
1. reciclarea deșeurilor de culturi și animale sau compost uman tratat[23]
2. cultivarea culturilor de leguminoase și furaje, cum ar fi arahide sau lucernă, care formează simbioze cu bacterii fixatoare de azot numite rizobii[24]
3. producția industrială de azot prin procesul Haber care utilizează hidrogen. Acesta este, în prezent, derivat din gaze naturale (dar acest hidrogen ar putea fi obținut în schimb prin electroliza apei folosind energie electrică regenerabilă)
4. culturile de inginerie genetică (non-leguminoase) pentru a forma simbioze de fixare a azotului sau pentru a fixa azotul fără simbioți microbieni.[25]

Ultima opțiune a fost propusă în anii 1970, dar devine fezabilă doar treptat. Opțiunile durabile pentru înlocuirea altor aporturi de nutrienți, cum ar fi fosforul și potasiul, sunt mai limitate.
Alte opțiuni includ rotații pe termen lung ale culturilor, revenirea la cicluri naturale care inundă anual terenurile cultivate (returnând nutrienții pierduți),  utilizarea pe termen lung a biocharului și utilizarea culturilor și a speciilor de animale care sunt adaptate la condiții mai puțin decât ideale, cum ar fi dăunătorii, seceta sau lipsa nutrienților. Culturile care necesită niveluri ridicate de nutrienți din sol pot fi cultivate într-un mod mai sustenabil, cu practici adecvate de gestionare a îngrășămintelor.

#### Fosfat
Fosfatul este un component principal în îngrășăminte. Este al doilea cel mai important nutrient pentru plante după azot, și este adesea un factor limitator. Este important pentru agricultura durabilă, deoarece poate îmbunătăți fertilitatea solului și randamentul culturilor. Fosforul este implicat în toate procesele metabolice majore, inclusiv fotosinteza, transferul de energie, transducția semnalului, biosinteza macromoleculară și respirația. Este necesar pentru ramificarea rădăcinilor și pentru rezistența și formarea semințelor. De asemenea, poate crește și rezistența la boli.
Fosforul se găsește în sol atât sub formă anorganică, cât și organică, și reprezintă aproximativ 0,05% din biomasa solului. Îngrășămintele cu fosfor reprezintă principalul aport de fosfor anorganic din solurile agricole, și aproximativ 70% - 80% din fosforul din solurile cultivate este anorganic. Utilizarea pe termen lung a îngrășămintelor chimice care conțin fosfat cauzează eutrofizarea și epuizează viața microbiană a solului, așa că oamenii au căutat și alte surse de îngrășământ.
Îngrășămintele cu fosfor sunt fabricate din fosfat de rocă.
Acest nutrient este esențial pentru agricultură  deoarece îmbunătățește retenția de apă, valoarea nutrienților, randamentul, gustul, culoarea, textura și rezistența la boli a culturilor. Este folosit des în cultivarea cerealelor, fructelor, legumelor, orezului, grâului, meiului, zahărului, porumbului, boabelor de soia, uleiului de palmier și cafelei.
Clorura de potasiu (KCl) reprezintă cea mai răspândită sursă de potasiu utilizată în agricultură, reprezentând 90% din tot potasiul produs pentru uz agricol.
Utilizarea KCl duce la concentrații mari de clorură (Clˉ) în sol, dăunând sănătății acestuia datorită creșterii salinității solului, dezechilibrului disponibilității nutrienților și efectului biocid al acestui ion asupra organismelor din sol. În consecință, dezvoltarea plantelor și a organismelor din sol este afectată, punând în pericol biodiversitatea solului și productivitatea agricolă. O opțiune durabilă pentru înlocuirea KCl sunt îngrășămintele fără clorură. Utilizarea acestora ar trebui să țină cont de nevoile de nutriție ale plantelor și de promovarea sănătății solului.

### Sol

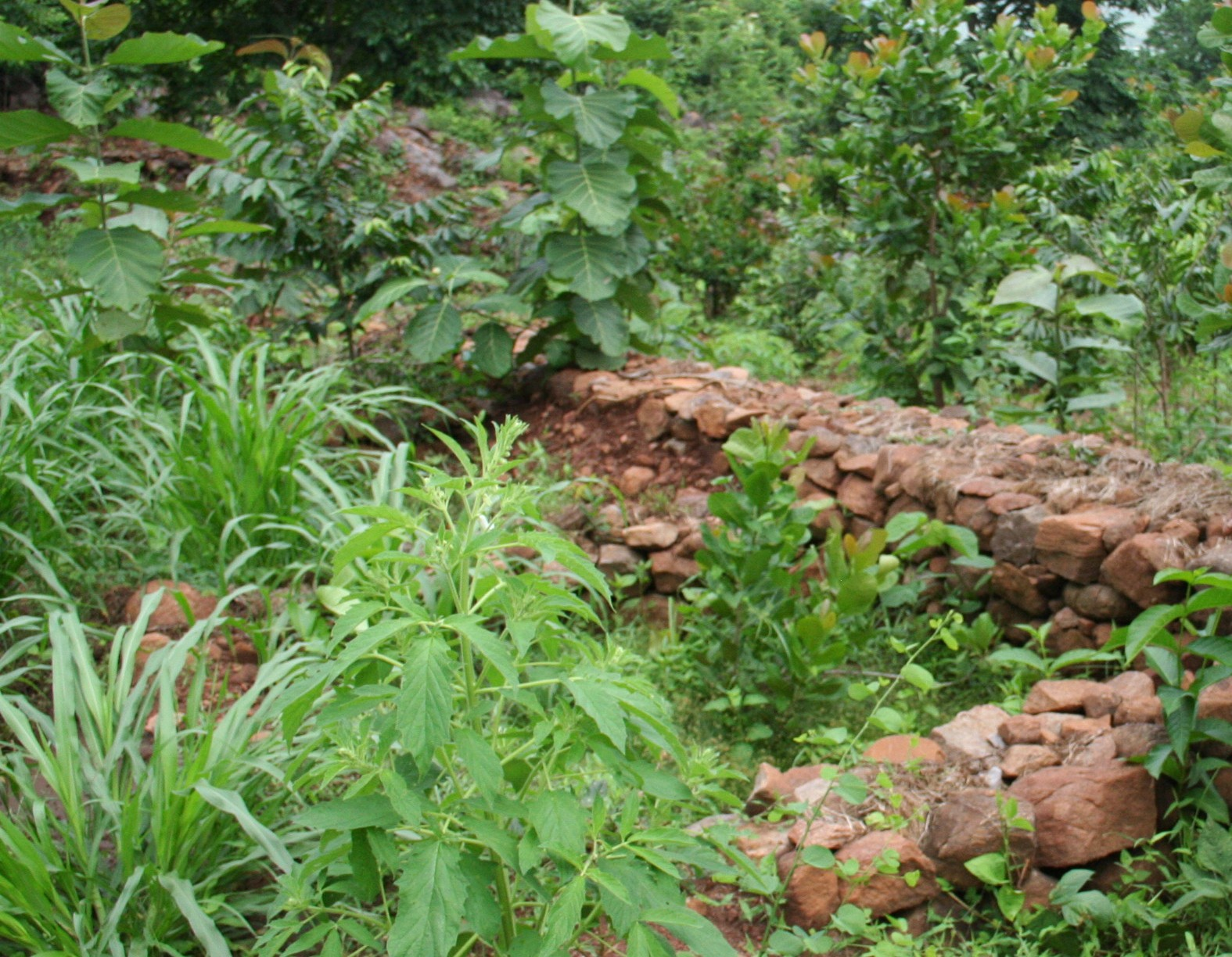
Ziduri construite pentru a evita scurgerea apei, Andhra Pradesh, India

Degradarea terenurilor devine o problemă gravă la nivel global. Potrivit Panoului Interguvernamental pentru Schimbări Climatice: „Aproximativ un sfert din suprafața terestră fără gheață a Pământului este supusă degradării induse de om. Eroziunea solului din câmpurile agricole este estimată a fi în prezent de 10 până la 20 de ori (fără terenurile lucrate) până la peste 100 de ori (lucrarea convențională a solului) mai mare decât rata medie de încredere a solului (încredere medie). Aproape jumătate din solul de pe Pământ este acoperit cu pământ uscat, care este susceptibil de degradare. Peste un miliard de tone de sol din sudul Africii se pierd anual din cauza eroziunii care, dacă va continua, va duce la înjumătățirea recoltelor pe un termen de treizeci până la cincizeci de ani. Gestionarea necorespunzătoare a solului amenință capacitatea de a produce suficientă hrană. Agricultura intensivă reduce nivelul de carbon din sol, afectând structura solului, creșterea culturilor și funcționarea ecosistemului, și accelerând schimbările climatice. Modificarea practicilor agricole este o metodă recunoscută de captare a carbonului, deoarece solul poate acționa ca un absorbant eficient de carbon.
Tehnicile de gestionare a solului includ cultivarea fără prelucrare a solului, proiectarea liniilor cheie și a paravanelor pentru a reduce eroziunea eoliană, reîncorporarea materiei organice în sol, reducerea salinizării solului și prevenirea scurgerii apei.

### Teren
Pe măsură ce populația globală și cererea de alimente crește, există o presiune asupra pământului ca resursă. În planificarea și gestionarea utilizării terenurilor, luarea în considerare a impactului schimbărilor de utilizare a terenurilor asupra unor factori precum eroziunea solului poate sprijini sustenabilitatea agriculturii pe termen lung, așa cum arată un studiu al Wadi Ziqlab, o zonă uscată din Orientul Mijlociu, unde fermierii pasc animale și cultivă măsline, legume și cereale.
Privind înapoi, secolul al XX-lea arată că, pentru oamenii aflați în sărăcie, respectarea practicilor ecologice nu a fost întotdeauna o opțiune viabilă din cauza multor circumstanțe de viață complexe și provocatoare. În prezent, degradarea crescută a terenurilor în țările în curs de dezvoltare poate fi legată de sărăcia rurală în rândul micilor fermieri atunci când sunt forțați să adopte practici agricole nesustenabile din necesitate.
Transformarea unor mari părți ale suprafeței terenului în agricultură are consecințe grave asupra mediului și sănătății. De exemplu, aceasta duce la creșterea cazurilor de boli zoonotice, din cauza degradării tamponurilor naturale dintre oameni și animale, reducând biodiversitatea și creând grupuri mai mari de animale similare genetic.
Solul este o resursă finită pe Pământ. Deși extinderea terenurilor agricole poate reduce biodiversitatea și poate contribui la defrișare, tabloul este complex; de exemplu, un studiu care examinează introducerea oilor de către coloniștii nordici (vikingi) în Insulele Feroe din Atlanticul de Nord a concluzionat că, de-a lungul timpului, împărțirea fină a terenurilor a contribuit mai mult la eroziunea și degradarea solului decât pășunatul în sine.
Organizația Națiunilor Unite pentru Alimentație și Agricultură estimează că, în următoarele două decenii, terenurile cultivate vor continua să fie pierdute din cauza dezvoltării industriale și urbane, împreună cu recuperarea zonelor umede și conversia pădurilor în cultivare, ducând la pierderea biodiversității și la creșterea eroziunii solului.

### Energie
În agricultura modernă, energia este utilizată în procesele de mecanizare, procesare a alimentelor, depozitare și transport în fermă. Prin urmare, s-a constatat că prețurile la energie sunt strâns legate de prețurile la alimente. Uleiul este, de asemenea, adăugat în chimicalele agricole. Agenția Internațională pentru Energie proiectează prețuri mai mari la resursele energetice neregenerabile ca urmare a epuizării resurselor de combustibili fosili. Prin urmare, poate scădea securitatea alimentară globală, cu excepția cazului în care se iau măsuri pentru a „decupla” energia din combustibili fosili de producția de alimente, cu o trecere către sisteme agricole „inteligente din punct de vedere energetic”, inclusiv energia regenerabilă. Se spune că utilizarea irigației cu energie solară în Pakistan este un sistem închis pentru irigarea apei agricole.
Costul de mediu al transportului ar putea fi evitat dacă oamenii folosesc produse locale.

### Apă
În unele zone sunt disponibile suficiente precipitații pentru creșterea culturilor, dar multe alte zone necesită irigare. Pentru ca sistemele de irigare să fie sustenabile, ele necesită o gestionare adecvată (pentru a evita salinizarea) și nu trebuie să utilizeze mai multă apă din sursa lor decât dacă este reumplută în mod natural. În caz contrar, sursa de apă devine efectiv o resursă neregenerabilă. Îmbunătățirile în tehnologia de forare a puțurilor de apă și în pompele submersibile, combinate cu dezvoltarea irigației prin picurare și a pivoților de joasă presiune, au făcut posibilă obținerea în mod regulat a unor recolte mari în zonele în care dependența numai de precipitații făcea anterior agricultura de succes imprevizibilă. Cu toate acestea, acest progres a avut un preț. În multe zone, cum ar fi acviferul Ogallala, apa este folosită mai repede decât poate fi regenerată.
Potrivit Institutului de Sustenabilitate Agricolă UC Davis, trebuie făcuți mai mulți pași pentru a dezvolta sisteme agricole rezistente la secetă chiar și în anii „normali” cu precipitații medii. Aceste măsuri includ atât politici, cât și acțiuni de management:
1. îmbunătățirea măsurilor de conservare și stocare a apei[63]
2. oferirea de stimulente pentru selecția speciilor de culturi tolerante la secetă[63]
3. folosirea sistemelor de irigare cu volum redus[63]
4. gestionarea culturilor pentru a reduce pierderile de apă[63]
5. abținerea din a planta culturi.[63]

Indicatorii pentru dezvoltarea sustenabilă a resurselor de apă includ debitul mediu anual al râurilor din precipitații, debitele din afara unei țări, procentul de apă care provine din afara țării și prelevarea brută de apă. Se estimează că practicile agricole consumă în jur de 69% din rezervele de apă dulce la nivel global.
Fermierii au descoperit o modalitate de a economisi apă folosind lână în Wyoming și în alte părți ale Statelor Unite.

## Factori sociali

### Dezvoltarea economică rurală
Agricultura durabilă încearcă să rezolve mai multe probleme cu o singură soluție largă. Scopul practicilor agricole sustenabile este de a reduce degradarea mediului din cauza agriculturii, în același timp cu creșterea recoltelor și, prin urmare, a producției alimentare. Există multe strategii diferite care încearcă să utilizeze practici agricole sustenabile pentru a crește dezvoltarea economică rurală în cadrul comunităților agricole la scară mică. Două dintre cele mai populare și opuse strategii din cadrul discursului modern sunt permsiunea piețelor nerestricționate de a determina producția de alimente și considerarea alimentelor ca drept al omului. 
Niciuna dintre aceste abordări nu s-a dovedit a funcționa fără greșeli. O propunere promițătoare pentru reducerea sărăciei rurale în cadrul comunităților agricole este dezvoltarea economică sustenabilă; cel mai important aspect al acestei politici este de a include în mod regulat cei mai săraci fermieri în dezvoltarea la nivel de economie prin stabilizarea economiilor agricole de la scară mică.
În 2007, Organizația Națiunilor Unite a raportat despre „Agricultura organică și securitatea alimentară în Africa”, afirmând că utilizarea agriculturii durabile ar putea fi un instrument pentru atingerea securității alimentare globale fără extinderea utilizării terenurilor și reducerea impactului asupra mediului. Au existat dovezi furnizate de națiunile în curs de dezvoltare de la începutul anilor 2000 care afirmă că: atunci când oamenii din comunitățile lor nu sunt luați în considerare în procesul agricol, se produce o daună gravă. Omul de științe sociale Charles Kellogg a afirmat că „Într-un efort final, oamenii exploatați își transmit suferința către pământ”. Agricultura durabilă înseamnă capacitatea de a „hrăni permanent și continuu populațiile sale constitutive”.
Există o mulțime de oportunități care pot crește profiturile fermierilor, pot îmbunătăți comunitățile și pot continua practicile sustenabile. De exemplu, în Uganda, organismele modificate genetic (OMG) au fost inițial ilegale. Cu toate acestea, odată cu stresul crizei de banane din Uganda, unde ofilirea bacteriană a bananelor a avut potențialul de a distruge 90% din producție, au decis să exploreze OMG-urile ca o posibilă soluție. Guvernul ugandez a emis proiectul de lege național pentru biotehnologie și biosecuritate, care va permite oamenilor de știință care fac parte din Programul Național de Cercetare în Banane să înceapă experimentarea cu organisme modificate genetic. Acest efort are potențialul de a ajuta comunitățile locale, deoarece o parte semnificativă din ugandezi trăiesc din alimentele pe care le cultivă ei înșiși, și va fi profitabil deoarece randamentul principalului lor produs - bananele - va rămâne stabil.
Nu toate regiunile sunt potrivite pentru agricultură. Progresul tehnologic din ultimele decenii a permis agriculturii să se dezvolte în unele dintre aceste regiuni. De exemplu, Nepal a construit sere pentru a face față regiunilor sale de la altitudini mari și muntoase. Serele permit o producție mai mare a culturilor și, de asemenea, folosesc mai puțină apă, deoarece sunt sisteme închise.
Tehnicile de desalinizare pot transforma apa sărată în apă dulce, ceea ce permite un acces mai mare la apă pentru zonele cu o aprovizionare limitată. Acest lucru permite irigarea culturilor fără a diminua sursele naturale de apă dulce. În timp ce desalinizarea poate fi un instrument pentru a furniza apă zonelor care au nevoie de ea pentru a susține agricultura, ea necesită bani și resurse. Regiunile din China au luat în considerare desalinizarea pe scară largă pentru a crește accesul la apă, dar costul actual al procesului de desalinizare îl face nepractic.

### Agricultura durabilă și femeile

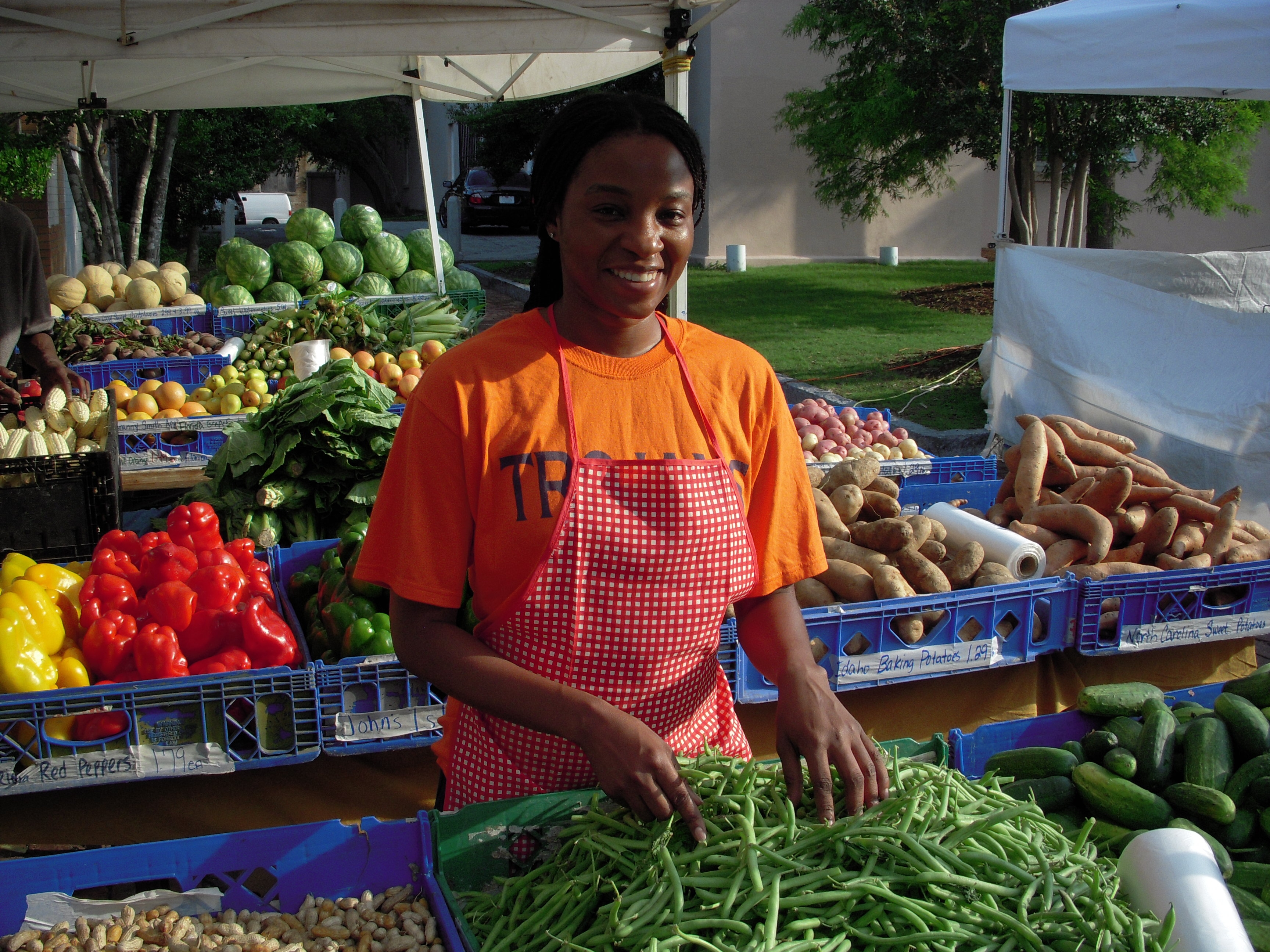
Femeie care vinde produse la o piață de fermieri americani

Femeile care lucrează în agricultura durabilă provin din medii numeroase, de la mediul academic la muncă. Între anii 1978 și 2007, în Statele Unite, numărul femeilor operatoare agricole s-a triplat. În 2007, femeile operau 14% din ferme, comparativ cu cinci procente în 1978. O mare parte a creșterii se datorează femeilor care cultivă în afara „domeniului dominat de bărbați al agriculturii convenționale”.

### Creșterea propriilor alimente
Practica cultivării hranei în curtea caselor, școlilor etc., de către familii sau de către comunități a devenit larg răspândită în SUA în timpul Primului Război Mondial, al Marii Depresiuni și al celui de-al Doilea Război Mondial, astfel încât într-un moment dat 40% din legumele SUA au fost produse în acest fel. Practica a devenit mai populară din nou în timpul pandemiei de COVID-19. Această metodă permite cultivarea alimentelor într-un mod relativ sustenabil și, în același timp, poate facilita obținerea de hrană pentru persoanele sărace.

## Factori economici
Costurile, cum ar fi problemele de mediu, care nu sunt acoperite în sistemele tradiționale de contabilitate (care iau în considerare doar costurile directe de producție suportate de fermier) sunt cunoscute ca externalități.
Netting⁠(d) a studiat sustenabilitatea și agricultura intensivă în sistemele micilor proprietari de-a lungul istoriei.
Există mai multe studii care încorporează externalități precum serviciile ecosistemice, biodiversitatea, degradarea terenurilor și gestionarea sustenabilă a terenurilor în analiza economică. Acestea includ Studiul Economia Ecosistemelor și a Biodiversității și Inițiativa Economiei Degradării Terenurilor, care urmăresc să stabilească o analiză economică cost-beneficiu asupra practicii gestionării sustenabile a terenurilor și a agriculturii sustenabile.
Cadrele cu trei rezultate (triple bottom line) includ profiturile/pierderile sociale și de mediu alături de cele financiare. Un viitor sustenabil poate fi fezabil în cazul în care creșterea consumului de materiale și a populației este încetinită și dacă există o creștere drastică a eficienței utilizării materialelor și a energiei. Pentru a face această tranziție, obiectivele pe termen atât lung, cât și scurt vor trebui echilibrate, sporind echitatea și calitatea vieții.

## Provocări și dezbateri

### Bariere
Barierele în calea agriculturii durabile pot fi defalcate și înțelese prin trei dimensiuni diferite. Aceste trei dimensiuni sunt considerate pilonii de bază ai sustenabilității: pilonii sociali, de mediu și economici. Pilonul social abordează problemele legate de condițiile în care societățile se nasc, cresc și din care învață. Acesta se ocupă de trecerea de la practicile tradiționale de agricultură la practici noi și durabile care vor crea societăți și condiții mai bune. Pilonul de mediu abordează schimbările climatice și se concentrează pe practicile agricole care protejează mediul pentru generațiile viitoare. Pilonul economic descoperă modalități prin care agricultura durabilă poate fi practicată, încurajând în același timp creșterea și stabilitatea economică, cu perturbări minime ale mijloacelor de trai. Toți acești trei piloni trebuiesc abordați pentru a determina și depăși barierele care împiedică practicile agricole sustenabile.
Barierele sociale în calea agriculturii durabile includ schimbările culturale, nevoia de colaborare, stimulentele și legislațiile noi. Trecerea de la agricultura convențională la cea durabilă va necesita schimbări semnificative de comportament atât din partea fermierilor, cât și a consumatorilor. Cooperarea și colaborarea dintre fermieri este necesară pentru a face cu succes tranziția la practici sustenabile cu complicații minime. Acest lucru poate fi văzut ca o provocare pentru fermierii cărora le pasă de concurență și profitabilitate. Trebuie să existe, de asemenea, un stimulent pentru fermieri pentru a-și schimba metodele de agricultură. Utilizarea politicilor publice, a reclamelor și a legilor care fac ca agricultura durabilă să fie obligatorie sau dezirabilă poate fi utilizată pentru a depăși aceste bariere sociale.

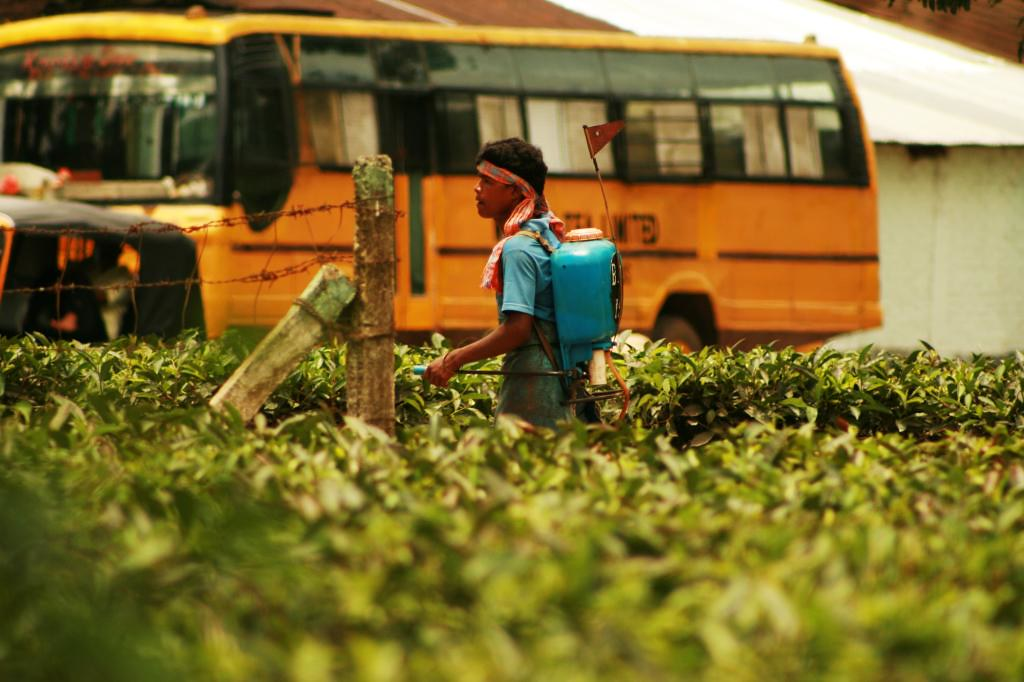
Utilizarea pesticidelor rămâne o practică comună în agricultură.

Barierele de mediu împiedică capacitatea de a proteja și conserva ecosistemul natural. Exemple de bariere de acest fel includ utilizarea pesticidelor și efectele schimbărilor climatice. Pesticidele sunt utilizate pe scară largă pentru a combate dăunătorii care pot devasta producția. De asemenea, acestea joacă un rol semnificativ în menținerea prețurilor la alimente și a costurilor de producție scăzute. Pentru a trece către o agricultură durabilă, fermierii sunt încurajați să utilizeze pesticide verzi, care dăunează mai puțin atât sănătății umane, cât și habitatelor. Totuși, acestea ar implica și un cost de producție mai mare. Schimbările climatice sunt, de asemenea, o barieră în creștere rapidă, una asupra căreia fermierii au foarte puțin control, ceea ce poate fi observat prin barierele bazate pe loc. Aceste bariere bazate pe loc includ factori precum condițiile meteorologice, topografia și calitatea solului, care pot cauza pierderi în producție, ceea ce duce la reticența de a trece de la practicile convenționale. De asemenea, multe beneficii pentru mediu nu sunt vizibile sau evidente imediat. Schimbările semnificative, cum ar fi ratele mai mici de sol și pierderile de nutrienți, structura îmbunătățită a solului și nivelurile mai ridicate de microorganisme benefice necesită timp. În agricultura convențională, beneficiile sunt ușor vizibile fără buruieni, dăunători etc., dar costurile pe termen lung pentru solul și ecosistemele din jur sunt ascunse și „externalizate”. Practicile agricole convenționale, odată cu evoluția tehnologiei au cauzat daune semnificative mediului prin pierderea biodiversității, ecosisteme perturbate, calitate proastă a apei și alte daune.
Obstacolele economice în calea implementării practicilor agricole sustenabile includ randamentul/profitabilitatea financiară scăzută, lipsa stimulentelor financiare și investițiile de capital neglijabile. Stimulentele financiare și circumstanțele joacă un rol important în adoptarea unor practici sustenabile. Capitalul uman și material necesar pentru a trece la metode sustenabile de agricultură necesită pregătirea forței de muncă și efectuarea de investiții în tehnologii și produse noi, ceea ce vine cu un cost ridicat. În plus, fermierii care practică agricultura convențională își pot produce culturile în masă și, prin urmare, își pot maximiza profitabilitatea. Acest lucru ar fi dificil de realizat în agricultura durabilă, care încurajează o capacitate scăzută de producție.

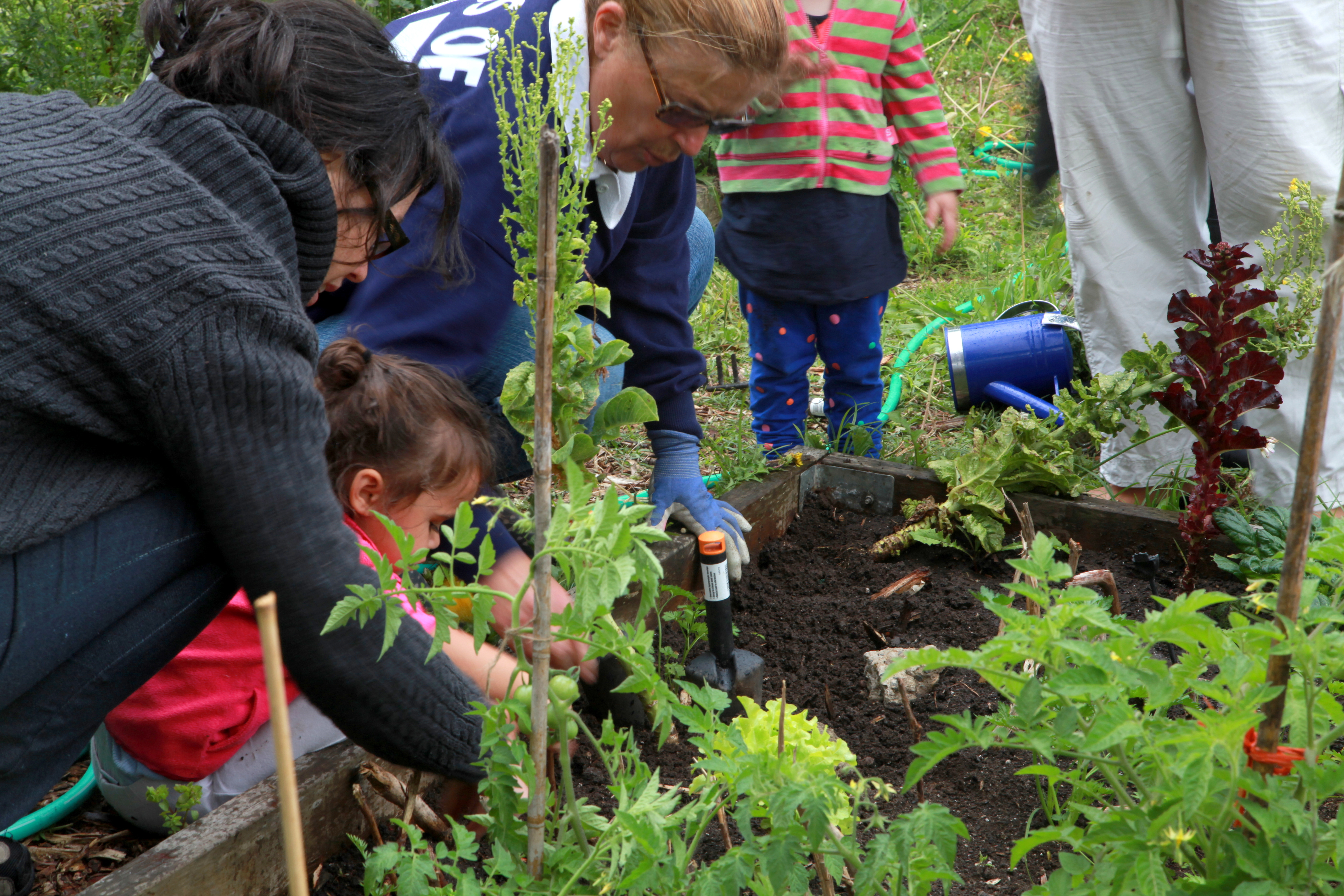
Grădina comunitară este o metodă promițătoare de agricultură durabilă.

Autorul James Howard Kunstler susține că aproape toată tehnologia modernă este proastă și că nu poate exista sustenabilitate decât dacă agricultura este făcută în moduri tradiționale străvechi. Eforturile pentru o agricultură mai durabilă sunt susținute în comunitatea sustenabilității. Cu toate acestea, acestea sunt adesea privite doar ca pași incrementali și nu ca un final. O metodă promițătoare de încurajare a agriculturii durabile este prin agricultura locală și grădinile comunitare. Încorporarea produselor locale și a educației agricole în școli, comunități și instituții poate promova consumul de produse proaspăt cultivate, ceea ce va stimula cererea consumatorilor.
Unii prevăd o adevărată economie steady-state sustenabilă, care poate fi foarte diferită de cea de astăzi: un consum mult mai redus de energie, o amprentă ecologică minimă, mai puține bunuri ambalate de consum, achiziții locale cu lanțuri scurte de aprovizionare cu alimente, alimente puțin procesate, mai multe grădini casnice și comunitare etc.

### Diferite puncte de vedere despre definiție
Există o dezbatere asupra definiției sustenabilității în cazul agriculturii. Definiția ar putea fi caracterizată prin două abordări diferite: una ecocentrică și alta tehnocentrică. Abordarea ecocentrică pune accent pe nivelurile de dezvoltare umană fără creștere sau cu o creștere scăzută și se concentrează pe tehnicile de agricultură organică și biodinamică, cu scopul de a schimba modelele de consum, precum și alocarea și utilizarea resurselor. Abordarea tehnocentrică susține că sustenabilitatea poate fi atinsă printr-o varietate de strategii, de la punctul de vedere că ar trebui implementată modificarea condusă de stat a sistemului industrial, cum ar fi sistemele agricole orientate spre conservare, până la argumentul că biotehnologia este cea mai bună modalitate de a satisface cererea crescândă de alimente.
Se poate privi subiectul agriculturii durabile prin două lentile diferite: agricultura multifuncțională și serviciile ecosistemice. Ambele abordări sunt similare, dar privesc diferit funcția agriculturii.
Cei care folosesc filozofia agriculturii multifuncționale se concentrează pe abordări centrate pe fermă. Argumentul central al multifuncționalității este că agricultura este o întreprindere multifuncțională și cu alte funcții în afară de producția de alimente și fibre. Aceste funcții includ gestionarea resurselor regenerabile, conservarea peisajului și biodiversitatea.
Abordarea centrată pe servicii ecosistemice presupune că indivizii și societatea în ansamblu primesc beneficii din ecosisteme, care sunt numite „servicii ecosistemice”. În agricultura durabilă, serviciile oferite de ecosisteme includ polenizarea, formarea solului și ciclul nutrienților, toate acestea fiind funcții necesare pentru producția de alimente.
De asemenea, se susține că agricultura durabilă este considerată cel mai bine ca o abordare ecosistemică a agriculturii, numită agroecologie.

### Etică
Majoritatea profesioniștilor din agricultură sunt de acord că există o „obligație morală de a urmări obiectivul [de] sustenabilitate”. Dezbaterea majoră vine de la ce sistem va oferi o cale către acel obiectiv, deoarece dacă o metodă nesustenabilă este utilizată la scară largă, aceasta va avea un efect negativ masiv asupra mediului și populației umane.

## Metode

Evaluare pe țări a tendințelor în utilizarea de practici și abordări de gestionare a mediului înconjurător

Alte practici includ policultura, care este creșterea diversității de culturi perene într-un singur câmp. Fiecare dintre culturi ar putea crește în anotimpuri separate pentru a nu concura între ele pentru resursele naturale. Acest sistem ar avea ca rezultat creșterea rezistenței la boli și scăderea efectelor eroziunii și a pierderii nutrienților din sol. Fixarea azotului din leguminoase, de exemplu, folosită împreună cu plantele care se bazează pe nitrații din sol pentru creștere, ajută la reutilizarea terenului an de an. Leguminoasele vor crește timp de un anotimp și vor reaproviziona solul cu amoniu și nitrat, iar în anotimpul următor, alte plante pot fi însămânțate și cultivate pe câmp, în timpul pregătirii pentru recoltarea leguminoaselor.
Metodele sustenabile de gestionare a buruienilor pot ajuta la reducerea dezvoltării buruienilor rezistente la erbicide. Rotația culturilor poate, de asemenea, să umple azotul dacă leguminoasele sunt folosite în rotații și poate, de asemenea, să utilizeze resursele mai eficient.

Pășunat rotativ într-o pășune împărțită în padocuri

Există, de asemenea, multe modalități de a practica creșterea sustenabilă a animalelor. Unele dintre instrumentele de gestionare a pășunatului includ îngrădirea zonei de pășunat în zone mai mici numite padocuri, scăderea densității stocului și mutarea frecventă a stocului între padocuri.

### Intensificare
O producție crescută este un obiectiv al intensificării. Intensificarea sustenabilă cuprinde metode specifice de agricultură care măresc producția și, în același timp, ajută la scăderea impactului asupra mediului. Rezultatele dorite ale fermei sunt atinse fără a fi nevoie de mai multă cultivare a pământului sau de distrugerea habitatului natural; performanța sistemului este îmbunătățită fără costuri nete de mediu. Intensificarea sustenabilă a devenit o prioritate pentru Națiunile Unite. Intensificarea sustenabilă diferă de metodele anterioare de intensificare prin acordarea de importanță specifică reducerii impactului asupra mediului. Până în 2018 s-a estimat că, în 100 de țări, un total combinat de 163 de milioane de ferme au folosit intensificarea sustenabilă a agriculturii. Cantitatea de teren agricol acoperită de aceasta este de 453 milioane ha de teren. Această cantitate de teren este egală cu 29% din fermele din întreaga lume. În lumina preocupărilor legate de securitatea alimentară, creșterea populației umane și scăderea terenurilor potrivite pentru agricultură, sunt necesare practici agricole intensive pentru a menține randamentele ridicate ale culturilor, menținând în același timp sănătatea solului și serviciile ecosistemice. Capacitatea serviciilor ecosistemice de a fi suficient de puternică pentru a permite o reducere a utilizării resurselor neregenerabile, menținând sau sporind în același timp randamentele, a făcut obiectul multor dezbateri. Lucrările recente în sistemul irigat de producție a orezului din Asia de Est au sugerat că – cel puțin în ceea ce privește gestionarea dăunătorilor – promovarea serviciului ecosistemic de control biologic cu ajutorul plantelor de nectar poate reduce nevoia de insecticide cu 70%, oferind în același timp un avantaj de randament de 5% în comparație cu practica standard.
Agricultura verticală este un concept cu avantaje potențiale ale producției pe tot parcursul anului, printre care izolarea de dăunători și boli, reciclarea controlabilă a resurselor și costurile reduse de transport.

### Apă
Eficiența apei poate fi îmbunătățită prin reducerea nevoii de irigare și prin utilizarea metodelor alternative. Astfel de metode includ: cercetarea culturilor rezistente la secetă, monitorizarea transpirației plantelor și reducerea evaporării solului.
Culturile rezistente la secetă au fost cercetate amănunțit ca mijloc de a depăși problema deficitului de apă. Acestea sunt modificate genetic astfel încât să se poată adapta într-un mediu cu puțină apă. Acest lucru este benefic deoarece reduce nevoia de irigare și ajută la conservarea apei. Deși au fost cercetate pe larg, nu au fost obținute rezultate semnificative, deoarece majoritatea speciilor care au avut succes în această cercetare nu vor avea un impact general asupra conservării apei. Cu toate acestea, unele cereale precum orezul, de exemplu, au fost modificate genetic cu succes pentru a fi rezistente la secetă.

### Sol și substanțe nutritive
Amendamentele solului includ utilizarea compostului de la centrele de reciclare. Utilizarea compostului din deșeurile din curte și bucătărie folosește resursele disponibile în zonă.
Abstinența de la lucrarea solului înainte de plantare și lăsarea reziduurilor vegetale după recoltare reduce evaporarea apei din sol; De asemenea, aceasta servește la prevenirea eroziunii solului.
Reziduurile de cultură rămase care acoperă suprafața solului pot duce la o evaporare redusă a apei, la o temperatură mai scăzută a solului la suprafață și la reducerea efectelor vântului asupra culturilor.
O modalitate de a face fosfatul de rocă mai eficient este adăugarea în sol a inoculatelor microbiene, cum ar fi microorganismele solubilizatoare de fosfat, cunoscute sub numele de PSM. Acestea solubilizează fosforul care există deja în sol și folosesc procese precum producția de acid organic și reacțiile de schimb de ioni pentru a face acel fosfor disponibil pentru plante. Experimental, s-a demonstrat că aceste PSM-uri amplifică creșterea culturilor în ceea ce privește înălțimea lăstarilor, biomasa uscată și capacitatea de producție a cerealelor.
Absorbția fosforului este și mai eficientă în prezența micorizelor în sol. Micoriza este un tip de asociere simbiotică mutualistă între plante și ciuperci, care sunt bine echipate pentru a absorbi nutrienți, inclusiv fosfor, în sol. Aceste ciuperci pot crește absorbția de nutrienți în sol, în care fosforul a fost fixat de aluminiu, calciu și fier. Micorizele pot elibera, de asemenea, acizi organici care solubilizează fosforul altfel indisponibil.

### Dăunători și buruieni

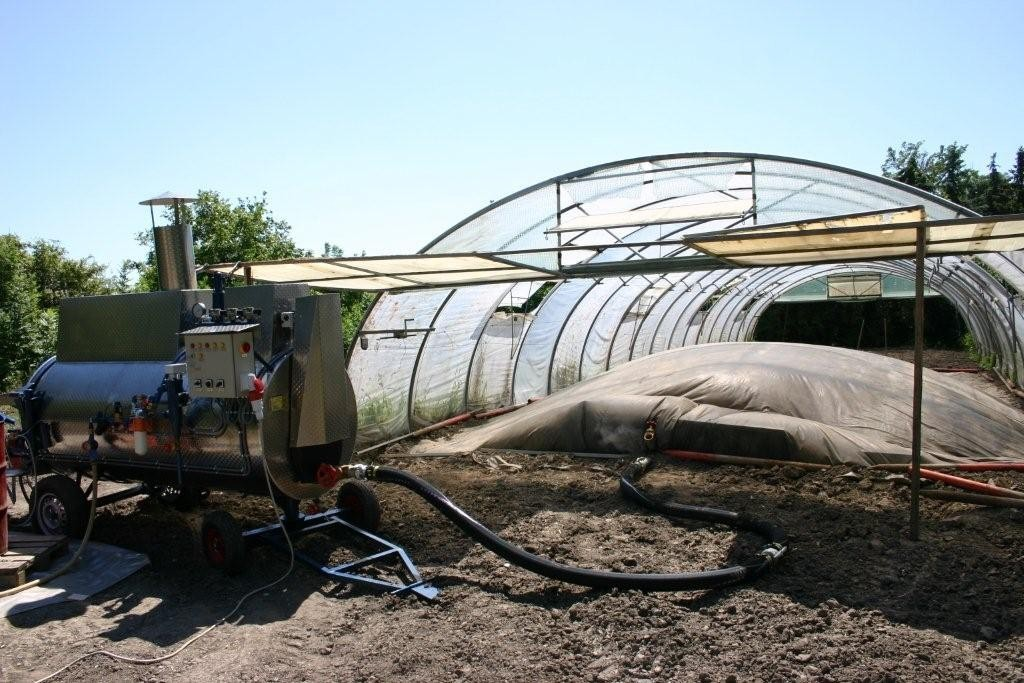
Aburire foaie (sheet streaming) cu un cazan de aburi MSD/moeschle (partea stângă)

Aburirea solului poate fi folosită ca alternativă la substanțele chimice utilizate pentru sterilizarea solului. Sunt disponibile diferite metode pentru a induce abur în sol pentru a ucide dăunătorii și a îmbunătăți sănătatea solului.
Solarizarea se bazează pe același principiu, folosit pentru a crește temperatura solului, ca să ucidă agenții patogeni și dăunătorii.
Anumite plante pot fi tăiate pentru a fi utilizate ca biofumiganți, care eliberează compuși de suprimare a dăunătorilor atunci când sunt zdrobite, arate în sol și acoperite cu plastic timp de patru săptămâni. Plantele din familia Brassicaceae eliberează cantități mari de compuși toxici, cum ar fi izotiocianați de metil.

### Locație
Relocarea terenurilor agricole actuale în locații mai optime din punct de vedere ecologic, în timp ce se permite regenerarea ecosistemelor din zonele abandonate ar putea scădea substanțial amprenta actuală de carbon, biodiversitate și apă de irigare a producției mondiale de culturi, relocarea doar în interiorul granițelor naționale având și un potențial substanțial.

### Plante
Sustenabilitatea poate implica, de asemenea, rotația culturilor.
Rotația culturilor și culturile de acoperire previn eroziunea solului, protejând solul vegetal de vânt și apă. Rotația eficientă a culturilor poate reduce presiunea dăunătorilor asupra culturilor, asigură controlul buruienilor, reduce acumularea de boli, îmbunătățește eficiența nutrienților din sol și ciclul nutrienților. Acest lucru reduce nevoia de îngrășăminte și pesticide. Creșterea diversității culturilor prin introducerea de noi resurse genetice poate crește randamentele cu 10-15%, comparativ cu rezultatele cultivării în monocultură. Culturile perene reduc nevoia de lucrare a solului și astfel ajută la atenuarea eroziunii solului, cresc calitatea apei și ajută la creșterea materiei organice din sol. Uneori, acestea pot tolera mai bine seceta.  Există programe de cercetare care încearcă să dezvolte alternative perene pentru culturile anuale existente, cum ar fi înlocuirea grâului cu iarba sălbatică Thinopyrum intermedium sau posibili hibrizi experimentali ai acesteia care sunt combinați cu grâu. Posibilitatea de a face toate acestea fără utilizarea de substanțe chimice este unul dintre obiectivele principale ale sustenabilității, motiv pentru care rotația culturilor este o metodă foarte centrală a agriculturii sustenabile.

## Concepte similare

### Agricultura organică
Agricultura organică poate fi definită ca:
un sistem de agricultură integrat care se străduiește pentru sustenabilitate, îmbunătățirea fertilității solului și a diversității biologice, în timp ce, cu rare excepții, interzice pesticidele sintetice, antibioticele, îngrășămintele sintetice, organismele modificate genetic și hormonii de creștere.
Unii susțin că agricultura organică produce cele mai sustenabile produse disponibile pentru consumatori din SUA, unde nu există alte alternative, deși accentul industriei organice nu este sustenabilitatea.
În 2018, vânzările de produse organice din SUA au ajuns la 52,5 miliarde de dolari. Conform unui sondaj USDA, două treimi dintre americani consumă produse organice cel puțin ocazional.

### Agricultura ecologică
Agricultura ecologică este un concept care s-a concentrat pe aspectele de mediu ale agriculturii durabile. Agricultura ecologică include toate metodele, inclusiv cele organice, care regenerează serviciile ecosistemice, cum ar fi: prevenirea eroziunii solului, infiltrarea și reținerea apei, captarea carbonului sub formă de humus și creșterea biodiversității. În agricultura ecologică sunt utilizate multe tehnici, inclusiv agricultura fără cultivare, culturile de acoperire cu mai multe specii, culturile în fâșii, cultivarea pe terase, centurile de adăpost, culturile de pășuni etc.
Există o multitudine de metode și tehnici care sunt folosite atunci când se practică agricultura ecologică, toate având propriile beneficii și implementări unice care duc la o agricultură mai durabilă. Diversitatea genetică a culturilor este o metodă care este utilizată pentru a reduce riscurile asociate monoculturilor, care pot fi vulnerabile la schimbările climatice. Această formă de biodiversitate face ca culturile să fie mai rezistente, sporind securitatea alimentară și îmbunătățind productivitatea câmpului pe termen lung. Utilizarea biodigestoarelor este o altă metodă care transformă deșeurile organice într-un gaz combustibil, care poate oferi mai multe beneficii unei ferme ecologice: 
- poate fi folosit ca sursă de combustibil,

- este îngrășământ pentru culturi și iazuri piscicole

- servește ca metodă de îndepărtare a deșeurilor bogate în materie organică.

Deoarece biodigestoarele pot fi folosite ca îngrășământ, se reduce cantitatea de îngrășăminte industriale necesare pentru a susține randamentul fermei. O altă tehnică folosită este integrarea acvaculturii, care combină piscicultura cu agricultura, utilizând deșeurile de la animale și de la culturi și redirecționându-le către fermele piscicole pentru a fi utilizate în loc să fie aruncate în mediul înconjurător. Nămolul din iazurile cu pești poate fi folosit și pentru fertilizarea culturilor.
Îngrășămintele organice pot fi, de asemenea, folosite într-o fermă ecologică, cum ar fi gunoiul de grajd animal și vegetal. Acest lucru permite îmbunătățirea și buna întreținere a fertilității solului, duce la reducerea costurilor și la creșterea randamentelor, reduce utilizarea resurselor neregenerabile în îngrășămintele industriale (azot și fosfor) și reduce presiunile asupra mediului care sunt cauzate de sistemele agricole intensive. Poate fi folosită, de asemenea, și agricultura de precizie, care se concentrează pe îndepărtarea eficientă a dăunătorilor folosind tehnici non-chimice și minimizează cantitatea de prelucrare necesară pentru a susține ferma. Un exemplu de mașină pentru automatizarea agriculturii de precizie este motocultorul fals pentru semințe, care poate îndepărta marea majoritate a buruienilor mici în timp ce lucrează terenul pe o adâncime de doar un centimetru. Această lucrare redusă a terenului reduce cantitatea de buruieni noi care germinează din perturbarea solului. Alte metode care reduc eroziunea solului includ cultivarea contururilor, cultivarea în benzi și cultivarea pe terase.

#### Beneficii
- Agricultura ecologică presupune introducerea de specii simbiotice, acolo unde este posibil, pentru a susține sustenabilitatea ecologică a fermei. Beneficiile asociate includ reducerea datoriei ecologice și eliminarea zonelor moarte.
- Agricultura ecologică este o dezvoltare practică de pionierat care urmărește să creeze sisteme de gestionare a terenurilor sustenabile la nivel global și încurajează revizuirea importanței menținerii biodiversității în producția alimentelor și a produselor finale din agricultură.
- O opțiune previzibilă este dezvoltarea de dispozitive automate specializate care să identifice și să răspundă la situațiile solului și ale plantelor legate de îngrijirea intensivă a acestora. În consecință, trecerea la agricultura ecologică poate utiliza cel mai bine epoca informației și poate deveni recunoscută ca un utilizator principal al roboticii și a sistemelor complexe.

#### Provocări
Provocarea pentru știința agriculturii ecologice este de a putea realiza un sistem alimentar productiv principal care să fie durabil sau chiar regenerativ. Pentru a intra în domeniul agriculturii ecologice, locația în raport cu consumatorul poate reduce factorul de mile alimentare pentru a ajuta la minimizarea daunelor aduse biosferei prin emisiile motoarelor cu ardere implicate în transportul alimentar curent.
Proiectarea fermei ecologice este inițial constrânsă de aceleași limitări ca și agricultura convențională: clima locală, proprietățile fizice ale solului, bugetul pentru suplimente benefice solului, forța de muncă și dispozitivele automate disponibile; cu toate acestea, gestionarea pe termen lung a apei prin metode de agricultură ecologică ar putea conserva și crește disponibilitatea apei pentru locație, și necesită mult mai puține introduceri de îngrășăminte pentru a menține fertilitatea solului.

#### Principii
Trebuie luate în considerare anumite principii unice agriculturii ecologice:
- Producția alimentară ar trebui să fie ecologică atât ca origine, cât și ca destin (termenul destin se referă la amprenta ecologică post-recoltare care are ca rezultat aducerea produselor către consumator).
- Integrarea speciilor care mențin serviciile ecosistemice, oferind în același timp o selecție de produse alternative.
- Minimizarea milelor alimentare, a ambalajelor, a consumului de energie și a risipei.
- Definirea un nou ecosistem care să se potrivească nevoilor umane învățând din ecosistemele existente din întreaga lume.
- Aplicarea valorii unei baze de cunoștințe (bază de date avansată) despre microorganismele din sol, astfel încât descoperirile despre beneficiile ecologice ale încurajării diferitelor tipuri de microorganisme în sisteme productive precum Forest Gardens să poată fi evaluate și optimizate; de exemplu în cazul microorganismelor naturale numite denitrificatori.[124]

### Agricultura tradițională

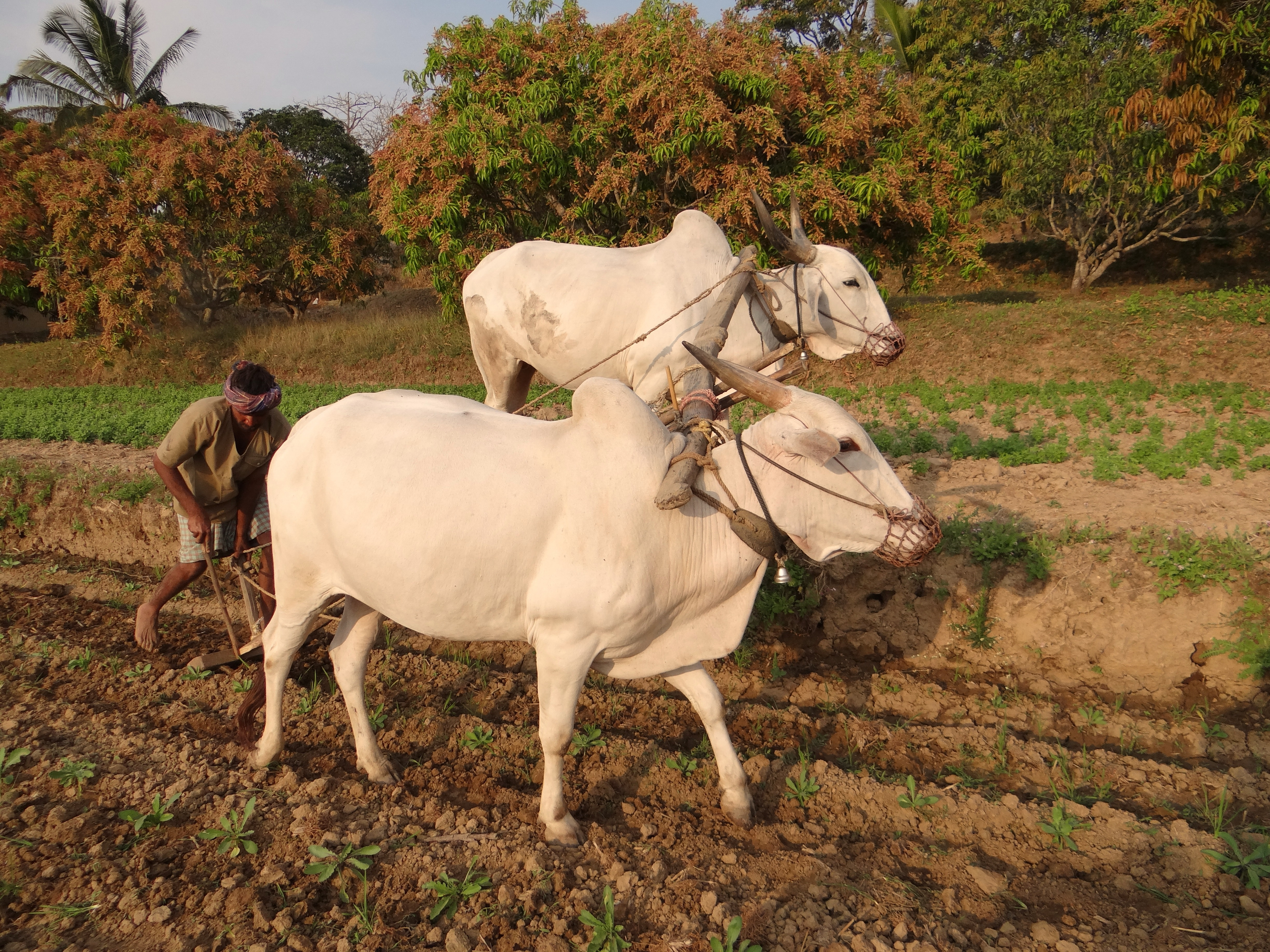
Practicare a agriculturii tradiționale

Adesea considerată ca fiind în mod inerent distructivă, cultivările slash-and-burn sau slash-and-char au fost practicate în Amazon de mii de ani.
Unele sisteme tradiționale combină policultura cu sustenabilitatea. În Asia de Sud-Est, sistemele de orez-pește de pe oreziere au crescut pești de apă dulce, precum și orez, producând un produs suplimentar și reducând eutrofizarea râurilor învecinate. O variantă din Indonezia combină orezul, peștele, rațele și feriga de apă; rațele mănâncă buruienile care altfel ar limita creșterea orezului, economisind forță de muncă și erbicide, în timp ce gunoiul de rață și de pește înlocuiesc îngrășământul.
Agricultura de câmp crescut a reînceput să fie practicată recent în anumite zone ale lumii, cum ar fi regiunea Altiplano din Bolivia și Peru. Acest lucru a reapărut sub forma câmpurilor tradiționale Waru Waru, care creează un sol bogat în nutrienți în regiunile în care un astfel de sol este limitat. Această metodă este extrem de productivă și a fost utilizată recent de către grupurile indigene din zonă și din Bazinul Amazonului din apropiere pentru a folosi terenuri care au fost istoric greu de cultivat.
Alte forme de agricultură tradițională includ agrosilvicultura, rotația culturilor și recoltarea apei. Recoltarea apei este una dintre cele mai mari și mai frecvente practici, folosită în special în zonele și anotimpurile uscate. În Etiopia, peste jumătate din PIB și peste 80% din exporturile lor sunt atribuite agriculturii; totuși, este cunoscută pentru secetele sale intense și perioadele sale uscate. Recoltarea apei de ploaie este considerată o alternativă cu costuri reduse. Acest tip de recoltare colectează și stochează apa de pe acoperișuri în perioadele de ploaie puternică pentru a fi utilizată în timpul secetei. Recoltarea apei de ploaie a fost o practică largă pentru a ajuta țara să supraviețuiască, concentrându-se pe irigarea prin scurgere, recoltarea apei de pe acoperiș și răspândirea inundațiilor.

#### Agricultura indigenă din America de Nord

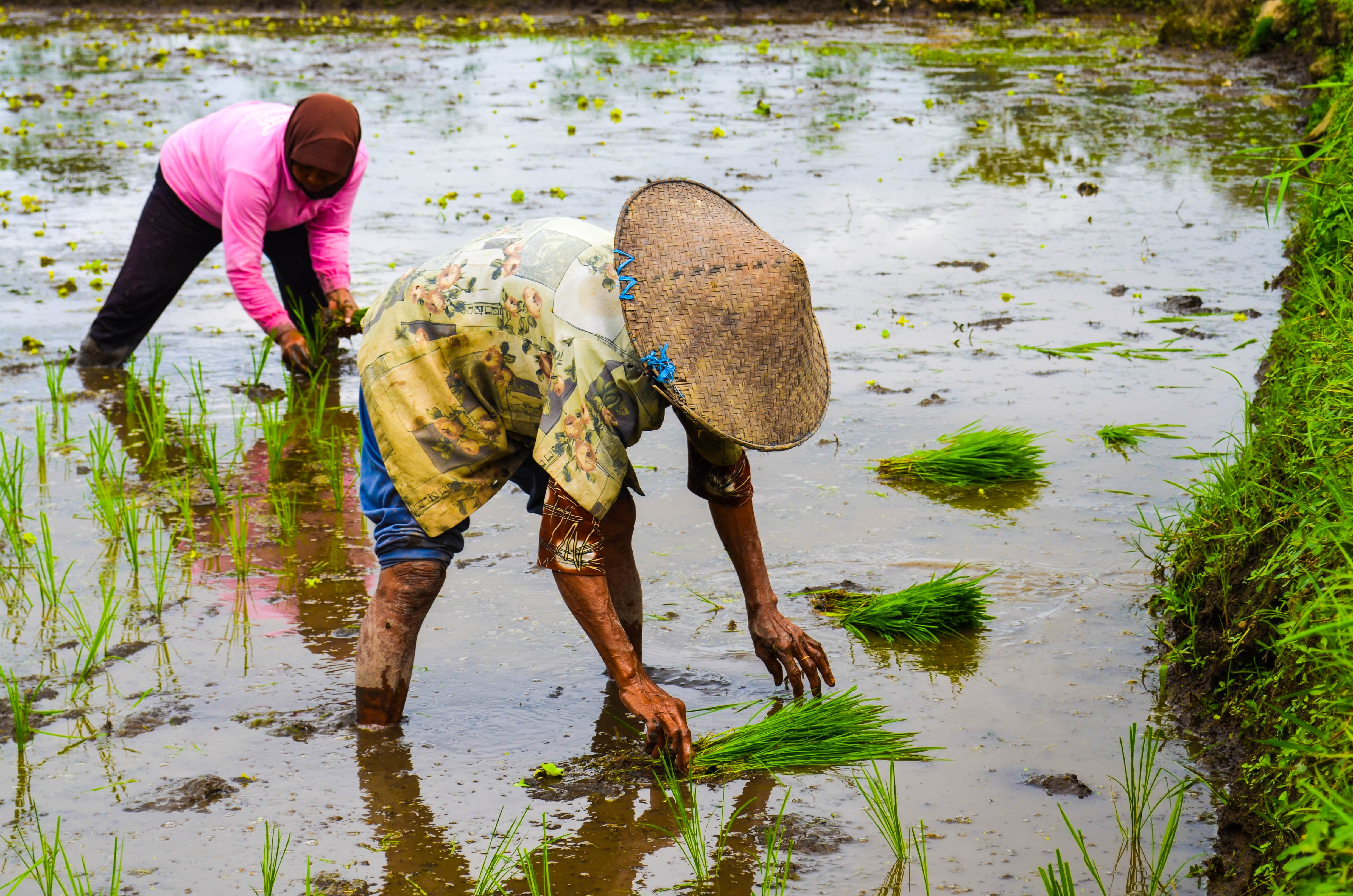
Agricultură indigenă

Americanii Nativi din Statele Unite au practicat agricultura durabilă prin tehnicile lor de agricultură de subzistență. Multe triburi au crescut sau au recoltat propria lor hrană din plante, triburi care au prosperat în ecosistemele lor locale. Practicile agricole ale americanilor nativi sunt specifice mediilor locale și funcționează cu procese naturale. Aceasta este o practică numită permacultură și implică o înțelegere profundă a mediului local. Tehnicile agricole ale americanilor nativi încorporează, de asemenea, biodiversitatea locală în multe dintre practicile lor, ceea ce ajută pământul să rămână sănătos.
Multe triburi indigene au încorporat culturile intercalate în agricultura lor, care este o practică în care mai multe culturi sunt plantate împreună în aceeași zonă. Această strategie permite culturilor să se ajute una pe cealaltă să crească prin schimbul de nutrienți, umiditatea menținută a solului și sprijinul fizic între ele. Culturile care sunt împerecheate în cultura intercalată adesea nu concurează puternic pentru resurse, ceea ce ajută ca fiecare dintre ele să aibă succes. De exemplu, multe triburi au folosit culturile intercalate în moduri precum Grădina celor Trei Surori. Această tehnică de grădinărit constă din porumb, fasole și dovleac. Aceste culturi cresc în unitate pe măsură ce tulpina de porumb susține fasolea, fasolea produce azot, iar dovleceii rețin umiditatea. Culturile intercalate oferă, de asemenea, o strategie naturală pentru gestionarea dăunătorilor și prevenirea creșterii buruienilor. Cultura intercalată este o practică agricolă naturală care îmbunătățește adesea starea generală de sănătate a solului și a plantelor, crește randamentul culturilor și este sustenabilă.
Unul dintre cele mai semnificative aspecte ale agriculturii indigene durabile este cantitatea de cunoștințe ecologice tradiționale pe care aceștia au avut-o despre recoltare. Triburile Anishinaabe urmează o ideologie cunoscută sub numele de „Recolta Onorabilă”. Recolta Onorabilă este un set de practici care subliniază ideea că oamenii ar trebui „să ia doar ceea ce au nevoie și să folosească tot ceea ce iau”. Resursele sunt conservate prin această practică deoarece sunt respectate mai multe reguli la recoltarea unei plante. Aceste reguli sunt:
- "Niciodată nu lua prima plantă"
- "Nu lua niciodată mai mult decât jumătate din plante"
- "Niciodată nu lua ultima plantă"

Acest lucru încurajează creșterea viitoare a plantei și, prin urmare, duce la o utilizare sustenabilă a plantelor din zonă.
Americanii nativi au practicat agrosilvicultura gestionând pădurea, animalele și culturile la un loc. De asemenea, au ajutat la promovarea creșterii arborilor prin arsuri controlate și silvicultură. Adesea, cenușa rămasă de la aceste arsuri este folosită pentru a le fertiliza culturile. Prin îmbunătățirea condițiilor pădurii au crescut și populațiile locale de animale sălbatice. Americanii nativi și-au lăsat animalele să pască în pădure, ceea ce a furnizat și îngrășământ natural pentru copaci.

### Agricultura regenerativă
Agricultura regenerativă este o abordare care vizează conservarea și reabilitarea sistemelor alimentare și agricole. Aceasta se concentrează pe regenerarea solului vegetal, creșterea biodiversității, îmbunătățirea ciclului apei, îmbunătățirea serviciilor ecosistemice, sprijinirea biosechestrului, creșterea rezistenței la schimbările climatice și consolidarea sănătății și a vitalității solului fermei. Practicile includ reciclarea cât mai multor deșeuri de fermă și adăugarea de material compostat din surse din afara fermei cât mai mult cu putință.